# Scottish Premier League 2007-2008
La Scottish Premier League 2007-2008 (denominata per ragioni di sponsorizzazione Clydesdale Bank Scottish Premier League) è stata la 111ª edizione della massima serie del campionato scozzese di calcio, disputato tra il 4 agosto 2007 e il 22 maggio 2008 e concluso con la vittoria del Celtic, al suo quarantaduesimo titolo, il terzo consecutivo.
Capocannoniere del torneo è stato Scott McDonald (Celtic) con 25 reti.

## Stagione

### Novità
Il Gretna, trionfatore della Scottish First Division 2006-2007 rimpiazzò il retrocesso Dunfermline. Non potendo disputare le gare interne al Raydale Park a causa del non soddisfacimento dei criteri minimi sugli stadi imposti dalla SPL, The Weddingmakers disputarono  tutte le gare interne (ad eccezione di quella con il Celtic che si tenne al Almondvale Stadium di Livingston) al Fir Park di Motherwell.

### Formula
La stagione era divisa in due fasi: nella prima fase le dodici squadre partecipanti si incontrarono tra di loro per tre volte, per un totale di 33 incontri per squadra. Nella seconda fase venivano disputate le poule per il titolo e quelle per la retrocessine: alla poule per il titolo partecipavano le prime sei classificate, alla poule retrocessione le ultime sei; veniva conservato il punteggio della prima fase; in questa seconda fase le sei squadre di ogni girone incontrarono le altre in gare di sola andata per un totale di cinque ulteriori incontri.
Al termine della stagione la squadra ultima classificata retrocedeva.

### Avventimenti
La stagione fu funestata dalla morte in campo del centrocampista del Motherwell Phil O'Donnell. O'Donnell, durante la partita contro il Dundee Utd, crollò a terra mentre stava per essere sostituito. Nonostante i tempestivi tentativi di rianimazione in campo praticati sia dai medici del Motherwell che da quelli del Dundee Utd e da quelli operati sull'ambulanza che lo trasportava all'University Hospital Wishaw, O'Donnel morì all'età di 35 anni per un infarto al ventricolo sinistro.

## Squadre partecipanti
| Club       | Stagione | Città      | Stadio                                                              | Stagione precedente                           |
| ---------- | -------- | ---------- | ------------------------------------------------------------------- | --------------------------------------------- |
| Aberdeen   | dettagli | Aberdeen   | Pittodrie Stadium                                                   | 3º posto in Scottish Premier League           |
| Celtic     | dettagli | Glasgow    | Celtic Park                                                         | 1º posto in Scottish Premier League           |
| Dundee Utd | dettagli | Dundee     | Tannadice Park                                                      | 9º posto in Scottish Premier League           |
| Falkirk    | dettagli | Falkirk    | Falkirk Stadium                                                     | 7º posto in Scottish Premier League           |
| Gretna     | dettagli | Gretna     | Fir Park (Motherwell) Almondvale Stadium (Livingston) (9ª giornata) | 1º posto in Scottish First Division, promosso |
| Hearts     | dettagli | Edimburgo  | Tynecastle Stadium                                                  | 4º posto in Scottish Premier League           |
| Hibernian  | dettagli | Edimburgo  | Easter Road                                                         | 6º posto in Scottish Premier League           |
| Inverness  | dettagli | Inverness  | Caledonian Stadium                                                  | 8º posto in Scottish Premier League           |
| Kilmarnock | dettagli | Kilmarnock | Rugby Park                                                          | 5º posto in Scottish Premier League           |
| Motherwell | dettagli | Motherwell | Fir Park                                                            | 10º posto in Scottish Premier League          |
| Rangers    | dettagli | Glasgow    | Ibrox Stadium                                                       | 2º posto in Scottish Premier League           |
| St. Mirren | dettagli | Paisley    | Love Street                                                         | 11º posto in Scottish Premier League          |

## Stagione regolare

### Classifica finale
Fonte:
|  | Pos. | Squadra      | Pt | G  | V  | N | P  | GF | GS | DR  |
|  | ---- | ------------ | -- | -- | -- | - | -- | -- | -- | --- |
|  | 1.   | Rangers      | 79 | 33 | 25 | 4 | 4  | 78 | 27 | +51 |
|  | 2.   | Celtic       | 74 | 33 | 23 | 5 | 5  | 75 | 23 | +52 |
|  | 3.   | Motherwell   | 53 | 33 | 16 | 5 | 12 | 43 | 40 | +3  |
|  | 4.   | Dundee Utd   | 50 | 33 | 14 | 8 | 11 | 48 | 38 | +10 |
|  | 5.   | Hibernian    | 50 | 33 | 14 | 8 | 11 | 47 | 38 | +9  |
|  | 6.   | Aberdeen     | 44 | 33 | 12 | 8 | 13 | 43 | 53 | -10 |
|  | 7.   | Falkirk      | 42 | 33 | 11 | 9 | 13 | 40 | 44 | -4  |
|  | 8.   | Hearts       | 42 | 33 | 11 | 9 | 13 | 42 | 48 | -6  |
|  | 9.   | Inverness    | 36 | 33 | 11 | 3 | 19 | 41 | 58 | -17 |
|  | 10.  | Kilmarnock   | 33 | 33 | 8  | 9 | 16 | 34 | 46 | -12 |
|  | 11.  | St. Mirren   | 33 | 33 | 8  | 9 | 16 | 22 | 51 | -29 |
|  | 12.  | Gretna (-10) | 7  | 33 | 4  | 5 | 24 | 29 | 76 | -47 |

Legenda:
      Ammesse alla poule per il titolo
      Ammesse alla poule salvezza
Regolamento:
Tre punti a vittoria, uno a pareggio, zero a sconfitta.
A parità di punti, le posizioni in classifica venivano determinate sulla base della differenza reti.
Note:
Il Gretna ha scontato 10 punti di penalizzazione.

## Poule per il titolo/salvezza

### Classifica finale
Fonte:
|  | Pos. | Squadra      | Pt | G  | V  | N  | P  | GF | GS | DR  |
|  | ---- | ------------ | -- | -- | -- | -- | -- | -- | -- | --- |
|  | 1.   | Celtic       | 89 | 38 | 28 | 5  | 5  | 84 | 26 | +58 |
|  | 2.   | Rangers      | 86 | 38 | 27 | 5  | 6  | 84 | 33 | +51 |
|  | 3.   | Motherwell   | 60 | 38 | 18 | 6  | 14 | 50 | 46 | +4  |
|  | 4.   | Aberdeen     | 53 | 38 | 15 | 8  | 15 | 50 | 58 | -8  |
|  | 5.   | Dundee Utd   | 52 | 38 | 14 | 10 | 14 | 53 | 47 | +6  |
|  | 6.   | Hibernian    | 52 | 38 | 14 | 10 | 14 | 49 | 45 | +4  |
|  |      |              |    |    |    |    |    |    |    |     |
|  | 7.   | Falkirk      | 49 | 38 | 13 | 10 | 15 | 45 | 49 | -4  |
|  | 8.   | Hearts       | 48 | 38 | 13 | 9  | 16 | 47 | 55 | -8  |
|  | 9.   | Inverness    | 43 | 38 | 13 | 4  | 21 | 51 | 62 | -11 |
|  | 10.  | St. Mirren   | 41 | 38 | 10 | 11 | 17 | 26 | 54 | -28 |
|  | 11.  | Kilmarnock   | 40 | 38 | 10 | 10 | 18 | 39 | 52 | -13 |
|  | 12.  | Gretna (-10) | 13 | 38 | 5  | 8  | 25 | 32 | 83 | -51 |

Legenda:
      Campione di Scozia e qualificato alla fase a gironi della UEFA Champions League 2008-2009.
      Qualificato al secondo turno preliminare della UEFA Champions League 2008-2009.
      Qualificato al primo turno della Coppa UEFA 2008-2009.
      Qualificato al primo turno della Coppa Intertoto UEFA 2008.
      Retrocesso in Scottish First Division 2008-2009.
Regolamento:
Tre punti a vittoria, uno a pareggio, zero a sconfitta.
A parità di punti, le posizioni in classifica venivano determinate sulla base della differenza reti.
Note:
Il Gretna ha scontato 10 punti di penalizzazione.

## Statistiche

### Squadre

#### Capoliste solitarie
|    | —— | ——      | ——      | ——      | ——  | ——  | —— | ——  | ——  | ——     | ——     | ——     | ——     | ——     | ——      | ——      | ——      | ——      | ——      | ——      | ——      | ——      | ——      | ——      | ——      | ——      | ——      | ——      | ——      | ——      | ——      | ——      | ——      | ——      | ——  | ——  | ——  | —— |  |
|    |    | Rangers | Rangers | Rangers | Cel | Ran |    | Cel |     | Celtic | Celtic | Celtic | Celtic | Celtic | Rangers | Rangers | Rangers | Rangers | Rangers | Rangers | Rangers | Rangers | Rangers | Rangers | Rangers | Rangers | Rangers | Rangers | Rangers | Rangers | Rangers | Rangers | Rangers | Rangers |     |     | Cel |    |  |
|    |    |         |         |         |     |     |    |     |     |        |        |        |        |        |         |         |         |         |         |         |         |         |         |         |         |         |         |         |         |         |         |         |         |         |     |     |     |    |  |
|    |    |         |         |         |     |     |    |     |     |        |        |        |        |        |         |         |         |         |         |         |         |         |         |         |         |         |         |         |         |         |         |         |         |         |     |     |     |    |  |
| 1ª | 2ª | 3ª      | 4ª      | 5ª      | 6ª  | 7ª  | 8ª | 9ª  | 10ª | 11ª    | 12ª    | 13ª    | 14ª    | 15ª    | 16ª     | 17ª     | 18ª     | 19ª     | 20ª     | 21ª     | 22ª     | 23ª     | 24ª     | 25ª     | 26ª     | 27ª     | 28ª     | 29ª     | 30ª     | 31ª     | 32ª     | 33ª     | 34ª     | 35ª     | 36ª | 37ª | 38ª |    |  |

### Individuali

#### Classifica marcatori
| Gol |  |  | Giocatore                  | Squadra                       |
| --- |  |  | -------------------------- | ----------------------------- |
| 25  |  |  | Scott McDonald             | Celtic                        |
| 15  |  |  | Jan Vennegoor of Hesselink | Celtic                        |
| 14  |  |  | Kris Boyd                  | Rangers                       |
| 14  |  |  | Chris Porter               | Motherwell                    |
| 13  |  |  | Steven Fletcher            | Hibernian                     |
| 13  |  |  | Noel Hunt                  | Dundee Utd                    |
| 13  |  |  | Barry Robson               | Dundee Utd (11), Celtic (2)   |
| 12  |  |  | David Clarkson             | Motherwell                    |
| 12  |  |  | Jean-Claude Darcheville    | Rangers                       |
| 12  |  |  | Lee Miller                 | Aberdeen                      |
| 11  |  |  | Colin Nish                 | Kilmarnock (7), Hibernian (4) |
| 11  |  |  | Andrius Velička            | Hearts                        |
| 10  |  |  | Daniel Cousin              | Rangers                       |
| 10  |  |  | Nacho Novo                 | Rangers                       |
| 9   |  |  | Don Cowie                  | Inverness                     |

#### Giocatore del mese
Di seguito i vincitori.
| Mese      | Giocatore      | Squadra    |
| --------- | -------------- | ---------- |
| Agosto    | Carlos Cuéllar | Rangers    |
| Settembre | Scott McDonald | Celtic     |
| Ottobre   | Lee Wilkie     | Dundee Utd |
| Novembre  | Aiden McGeady  | Celtic     |
| Dicembre  | Marius Niculae | Inverness  |
| Gennaio   | Barry Robson   | Dundee Utd |
| Febbraio  | Aiden McGeady  | Celtic     |
| Marzo     | Darren Barr    | Falkirk    |
| Aprile    | Barry Robson   | Celtic     |